# Ian Buruma

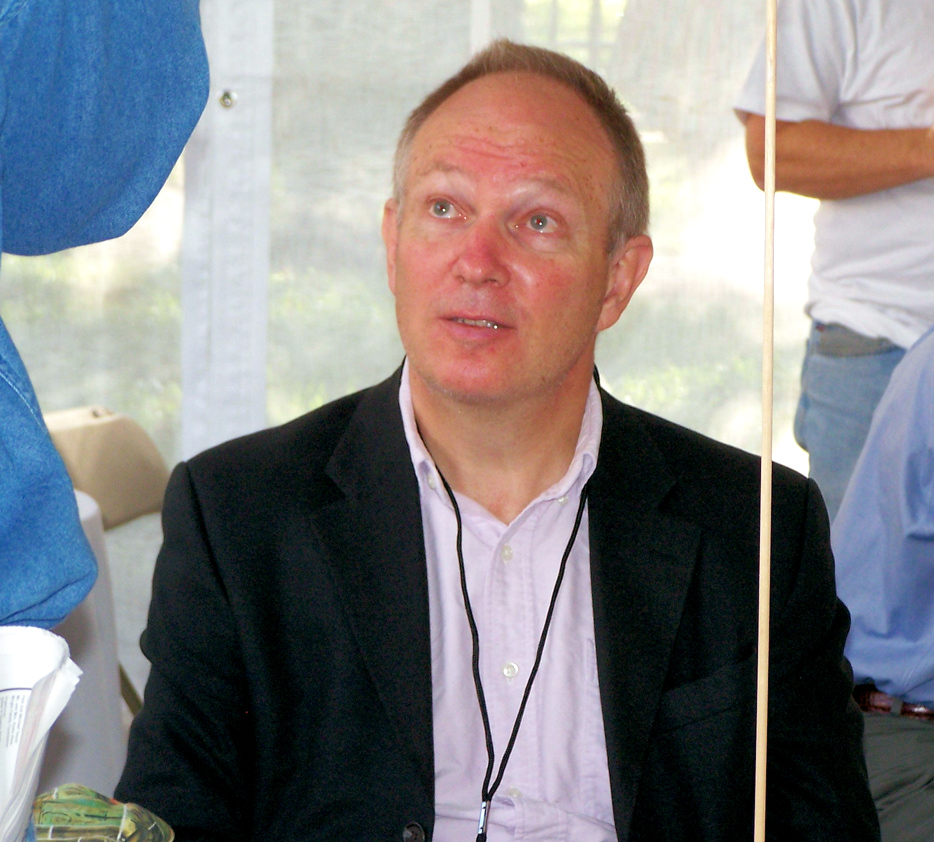
Ian Buruma (2006)

Ian Buruma (geboren 28. Dezember 1951 in Den Haag, Niederlande) ist ein anglo-niederländischer Schriftsteller, Journalist und Kommentator mit dem Spezialgebiet Asien. Von 2017 bis September 2018 war er Chefredakteur der New York Review of Books.

## Leben
Buruma wurde in den Niederlanden geboren und ist der Sohn eines niederländischen Vaters und einer englischen Mutter. Sein Vater wurde 1943 als Zwangsarbeiter nach Berlin verschleppt, wo er in einer Fabrik der Knorr-Bremse AG arbeitete, und konnte sein Jurastudium an der Universität Utrecht erst 1945 fortsetzen. Sein Großvater war Geistlicher einer Mennoniten-Gemeinde in Nijmegen. Ian Buruma studierte chinesische Literatur in Leiden und anschließend japanischen Film an der Nihon-Universität in Tokio. Danach hatte er verschiedene Positionen als Redakteur und Dozent inne und publizierte unter anderem in dem US-amerikanischen Magazin The New York Review of Books.
Er hielt fellowships am Woodrow Wilson Institut für Geisteswissenschaften, Washington, D.C. und am St Antony’s College, Oxford.
2003 wurde Buruma Professor für Demokratie, Menschenrechte und Journalismus am Bard College in New York.
Seit 2005 lebt er in New York.
Sein Porträt des Jahres 1945 sei „ein lesenswertes, informations- und perspektivenreiches“ Buch mit „vielen erhellenden Schlaglichtern“, urteilte Ulrich Baron.
Buruma sorgte 2018 für einen Eklat, indem er einen „selbstmitleidigen“ (self-pitying, Laura Kipnis) Artikel des wegen sexueller Übergriffe beschuldigten kanadischen Popsängers Jian Ghomeshi veröffentlichte, ohne vorher seine Redaktionskollegen einzubeziehen. Er selbst kündigte daraufhin seinen Vertrag gegenüber dem Verleger Rea S. Hederman.

## Preise und Auszeichnungen
2008 wurde Buruma mit dem Erasmuspreis ausgezeichnet. 2018 wurde er in die American Academy of Arts and Sciences gewählt. Ebenfalls 2018 wurde er als auswärtiges Ehrenmitglied in die American Academy of Arts and Letters aufgenommen.

## Schriften (Auswahl)

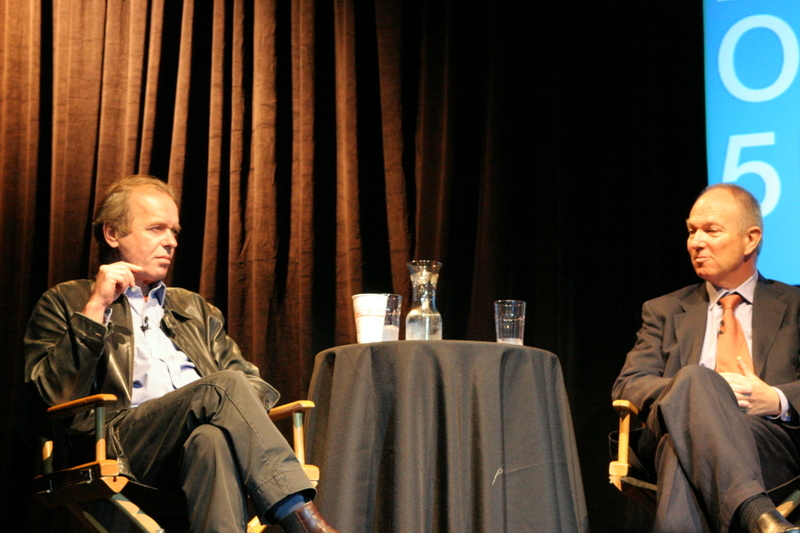
Martin Amis und Ian Buruma, 2007 New Yorker Festival

- mit Donald Richie: The Japanese Tattoo. 1980.
- Behind the Mask: On Sexual Demons, Sacred Mothers, Transvestites, Gangsters, Drifters, and Other Japanese Cultural Heroes. 1983.
- Japan hinter dem Lächeln: Götter, Gangster, Geishas. (A Japanese mirror: Heroes and villains of Japanese culture). 1984. (deutsch 1985).
- mit James R. Brandon, Kenneth Frampton, Martin Friedman und Donald Richie: Tokyo: Form and Spirit. 1986.
- Der Staub Gottes: Asiatische Nachforschungen. (God's Dust: A Modern Asian Journey). 1989. (deutsch 1992).
- Great Cities of the World: Hong Kong. 1991.
- Das Spiel des Maharadschas. (Playing the Game). Novelle. 1991. (deutsch 1993).
- Erbschaft der Schuld. (The Wages of Guilt: Memories of War in Germany and in Japan). 1994.
- Geisha: The Life, the Voices, the Art. 1998. mit Jodi Cobb
- Voltaire's Coconuts, or Anglomania in Europe. (Anglomania: Europas englischer Traum). 1998. (deutsch 2002).
- The Missionary and the Libertine: Love and War in East and West. 2000.
- Chinas Rebellen: Die Dissidenten und der Aufbruch in eine neue Gesellschaft. (Bad Elements: Chinese Rebels from Los Angeles to Beijing). 2001. (deutsch 2004).
- Inventing Japan: From Empire to Economic Miracle 1853–1964. 2003.
- mit Avishai Margalit: Okzidentalismus: Der Westen in den Augen seiner Feinde. (Occidentalism: The West in the Eyes of Its Enemies). 2004.
- Die Grenzen der Toleranz: Der Mord an Theo van Gogh. aus dem Englischen übersetzt von Wiebke Meier. Hanser Verlag, München 2006, ISBN 3-446-20836-4.
- Year Zero: A History of 1945. The Penguin Press, New York 2013.
  - ’45: Die Welt am Wendepunkt. Übersetzung  Barbara Schaden. Hanser, München 2014, ISBN 978-3-446-24734-5.
- Their Promised Land: My Grandparents in Love and War. Atlantic, London  2016.[9]
  - Ihr gelobtes Land. Die Geschichte meiner Großeltern. Übersetzung Barbara Schaden. Hanser, München 2017, ISBN 978-3-446-25459-6.
- Tokyo Romance. The Penguin Press, New York 2018, ISBN 978-1-101-98141-2.
- Where to draw the line? in: Financial Times, 30. März 2019, S. L&A1f. [Über seine Rolle als Herausgeber des Artikels von Jian Ghomeshi]